# دیو انابل
دیو انابل (انگلیسی: Dave Annable؛ زادهٔ ۱۵ سپتامبر ۱۹۷۹) یک هنرپیشه اهل ایالات متحده آمریکا است. وی از سال ۲۰۰۲ میلادی تاکنون مشغول فعالیت بوده‌است. از فیلم های او میتوان به شماره‌ات چنده؟ ، واکنش مسلحانه ، برادران و خواهران ، چه می شود/اگر و پارک خیابان ۶۶۶ اشاره کرد.